# Pseudoanthidium orientale
Pseudoanthidium orientale är en biart som först beskrevs av Charles Thomas Bingham 1897.  Pseudoanthidium orientale ingår i släktet Pseudoanthidium och familjen buksamlarbin. Inga underarter finns listade i Catalogue of Life.